# Tricalamus gansuensis
Espèce
Tricalamus gansuensis est une espèce d'araignées aranéomorphes de la famille des Filistatidae.

## Distribution
Cette espèce est endémique du Gansu en Chine,.

## Étymologie
Son nom d'espèce, composé de gansu et du suffixe latin -ensis, « qui vit dans, qui habite », lui a été donné en référence au lieu de sa découverte, le Jiangxi.

## Publication originale
- Wang & Wang, 1992 : On two new species of the family Filistatidae (Araneae) in China. Tangdu Journal, vol. 1992, no 1, p. 42-45.